# 都波岐神社・奈加等神社

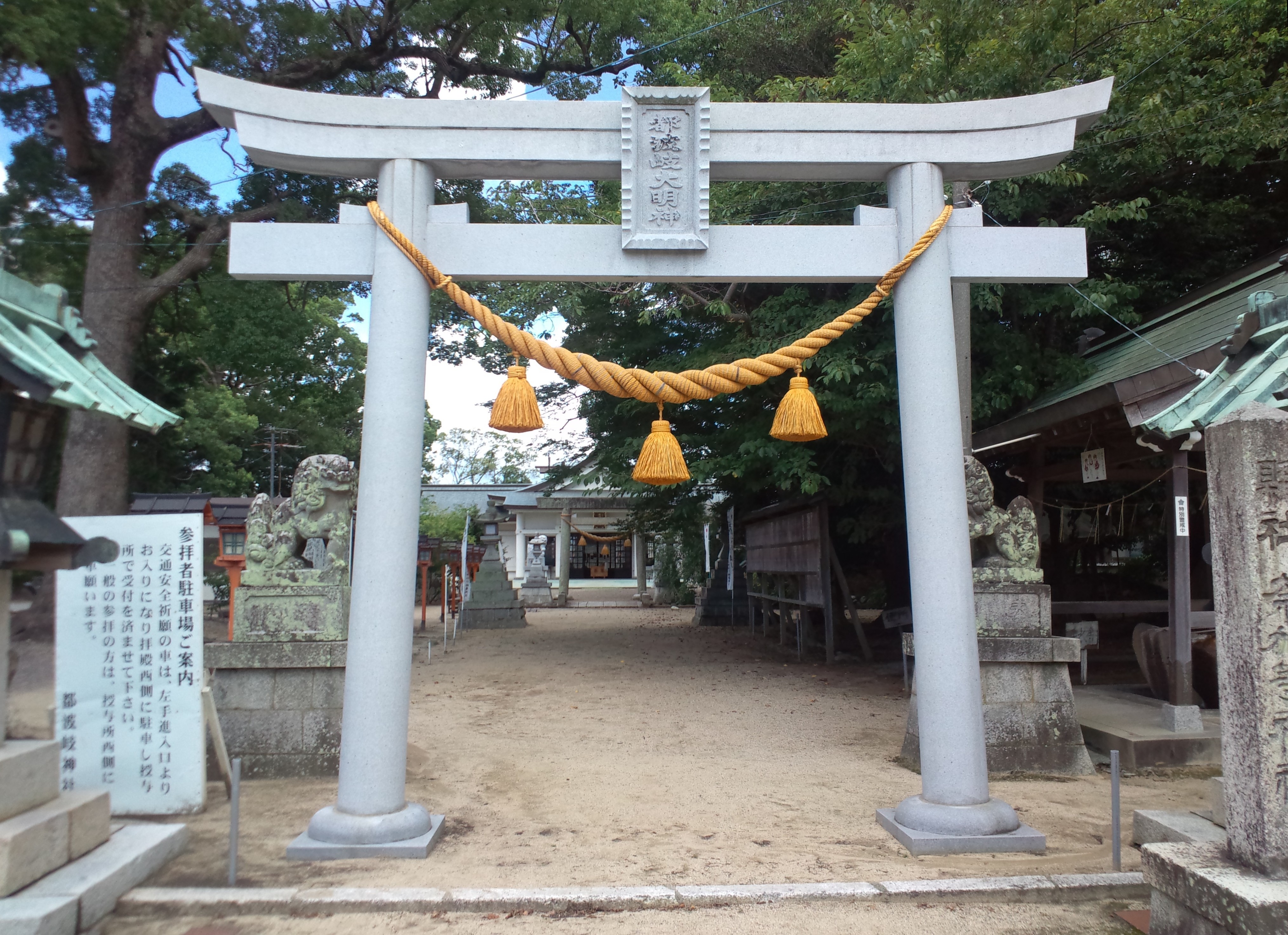
鳥居

都波岐神社・奈加等神社（つばきじんじゃ・なかとじんじゃ）は、三重県鈴鹿市にある神社。

## 概要
両社とも式内社で、旧社格は県社。都波岐神社は伊勢国一宮とされる。
明治時代に都波岐神社と奈加等神社を合併したもので、都波岐奈加等神社とも称される。

## 祭神
都波岐神社
- 猿田彦大神 （さるたひこのおおかみ）

奈加等神社
- 天椹野命 （あまのくののみこと） - 中跡直（なかとのあたい）の先祖。
- 中筒之男命 （なかつつおのみこと）

## 歴史
社伝によれば、雄略天皇23年、勅により伊勢国造の高雄束命が伊勢国河曲郡中跡村（現在地）に社殿を2つ造営し、それぞれ都波岐神社・奈加等神社と称したのが起源とされる。『延喜式神名帳』では両社とも小社に列した。天長年間に弘法大師（空海）が参籠し、獅子頭2つを奉納した。承暦3年（1079年）、2社に対して正一位の神階が授けられ、白河天皇より宸筆の勅額が授けられた。永禄年間、織田信長の伊勢平定の際に社殿を焼失し、旧記も失われた。寛永年間、神戸城主一柳監物が再建した。
明治時代に両社をあわせて「都波岐神社奈加等神社」として県社に列格。現在は2社の祭神が1つの社殿に相殿として祀られる。

## 主な祭事
- 例大祭、中戸獅子舞（10月10日）

## 所在地
- 三重県鈴鹿市一ノ宮町1181

## 交通アクセス
路線バス
- 河原田駅（JR関西本線・伊勢鉄道伊勢線）または鈴鹿市駅（近鉄鈴鹿線）から、三重交通バスで「高岡」バス停下車、徒歩で約10分。

自家用車
- 国道23号鈴鹿大橋から南約1kmの一ノ宮町交差点近く。